# Татала (лодка)

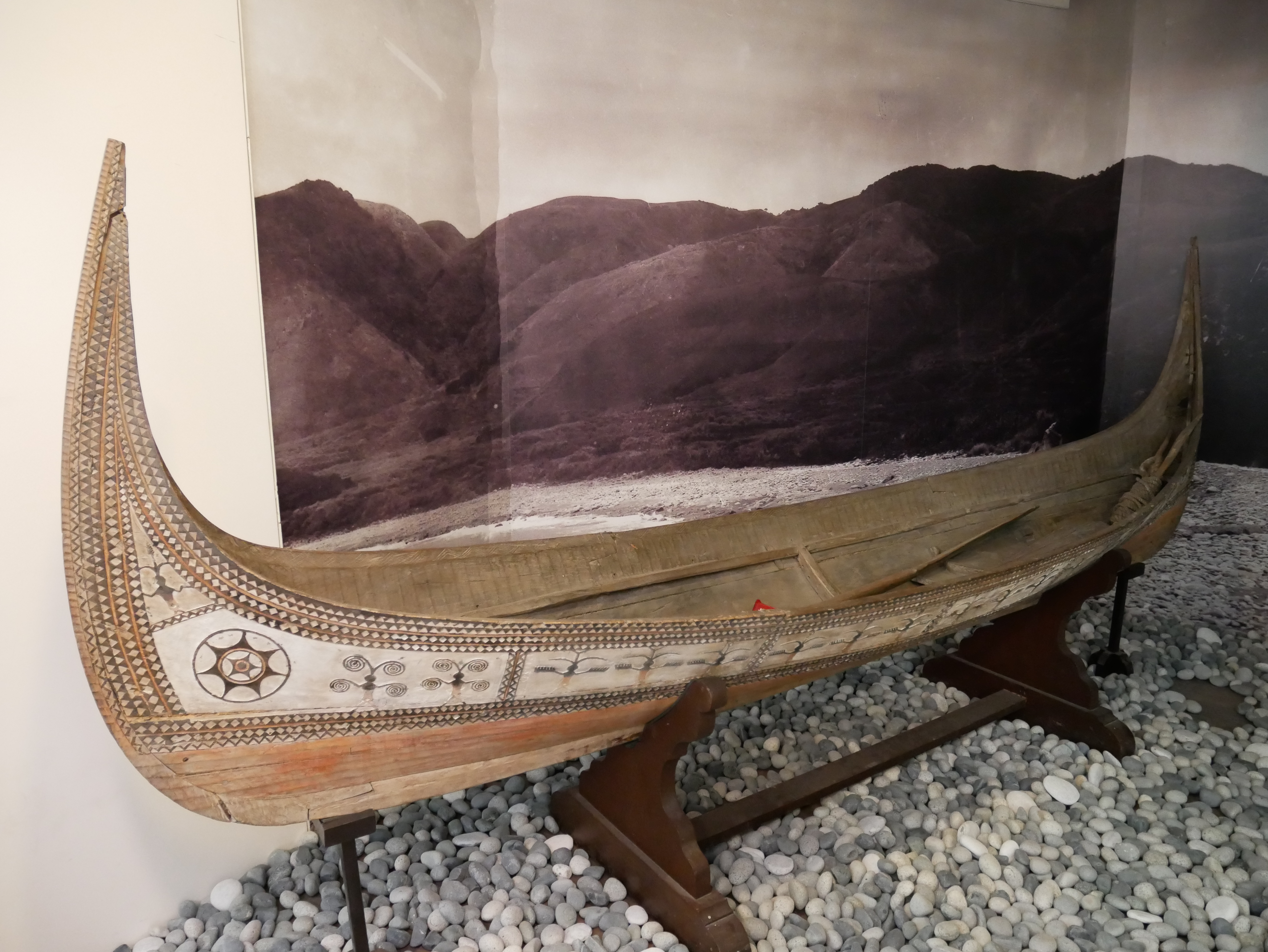
Лодка татала народа тао (в собрании Музея антропологии факультета антропологии Национального университета Тайваня)

Татала (язык тао:Tatala) — это лодка, традиционно производимая и используемая народом тао, живущим на Орхидеевом острове, относящемуся к уезду Тайдун, Тайвань. Лодку сшивают из досок, заделывая швы корой и волокном, а затем замазывают их смолой.
Маленькие лодки носят следующие названия (Татала):   :181 :
- Одиночная лодка (Пикатангиан);
- Двухместная лодка (Пикаванган);
- Лодка для трех человек (Пинононгнонган) длиной около 3 метров.

Большие лодки (Чинедкеран)   :181 делят на несколько видов:
- Шестиместная лодка с тремя парами весел (Атло со ават)
- Восьмиместная лодка с четырьмя парами весел (Апат со ават), название дословно означает "четыре пары весел".
- Десятиместная лодка (Алима со ават): около 7 метров в длину.
  - Во время ритуала «Ман'авей» несколько людей ходят туда-сюда по лодке и размахивают ножами, чтобы отогнать злых духов. [3]

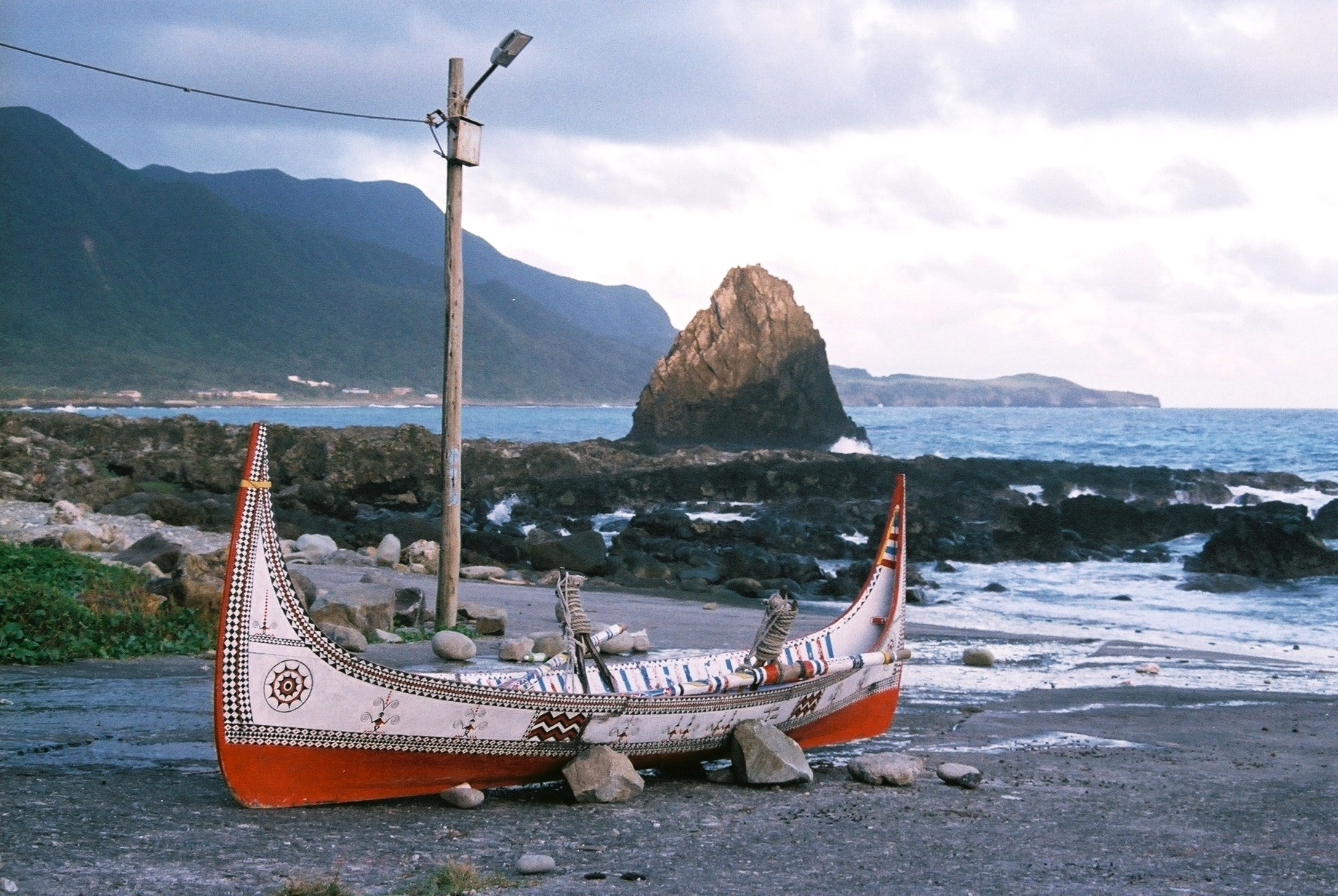
Двухместная лодка на берегу (2014 год).

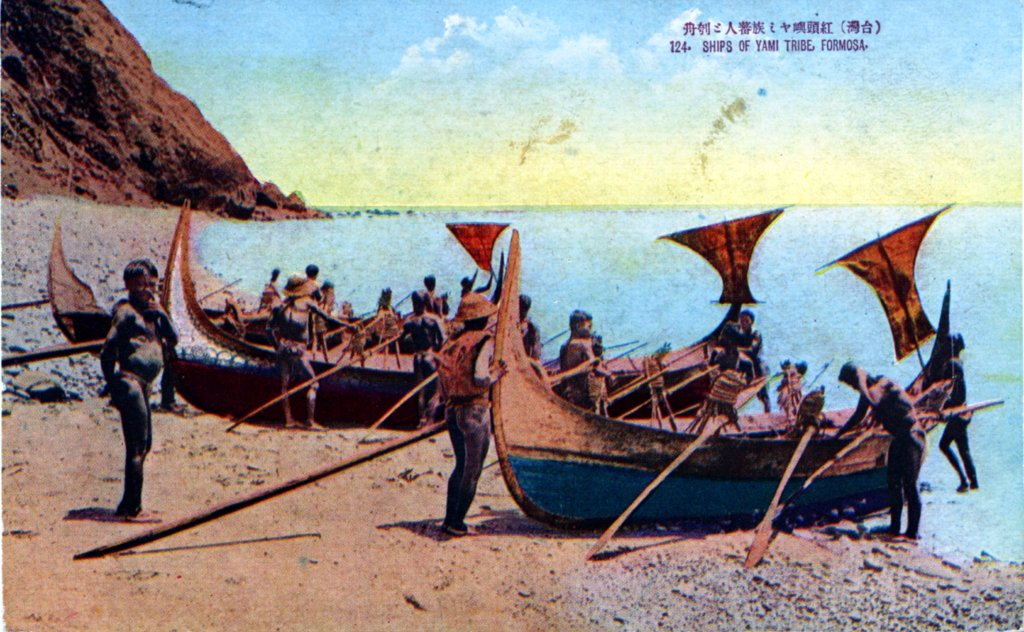
Открытка с изображением рыбаков тао, выходящих в море на лодках татала (1911 год).

## Мифы и легенды
В древние времена народ тао плохо разбирался в кораблестроении, что приводило к недостаточному улову рыбы, а лодки часто тонули. Поэтому подземные люди решили прийти к ним и повести людей, чтобы научить их навыкам постройки лодок. Люди тао нашли с ними общий язык, и наконец, пришельцы превратились в мышей и повели людей тао под землю, чтобы научить их строить лодки. После того, как тао спустились под землю, их приветствовали старейшины подземелья. Старейшины научили тао мастерству строительства лодок, правилам и ритуалам (к примеру, табу, церемония спуска на воду). Так люди тао узнали, как строить лодки, и их улов увеличился.   :09 .